# Schutterij (historisch)

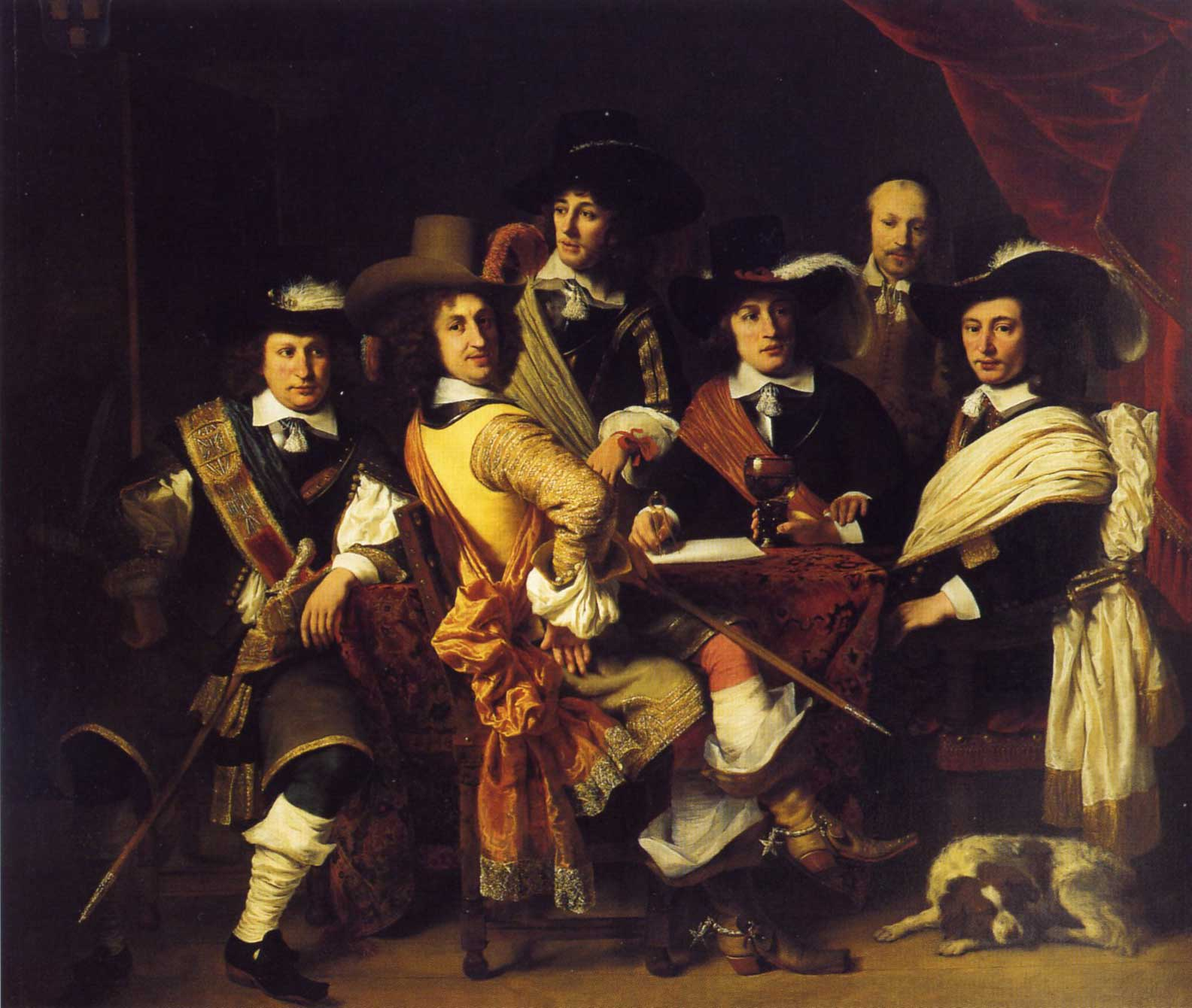
Officieren van de Goudse schutterij onder leiding van kolonel Govert Suijs sr., geschilderd door Ferdinand Bol in 1653

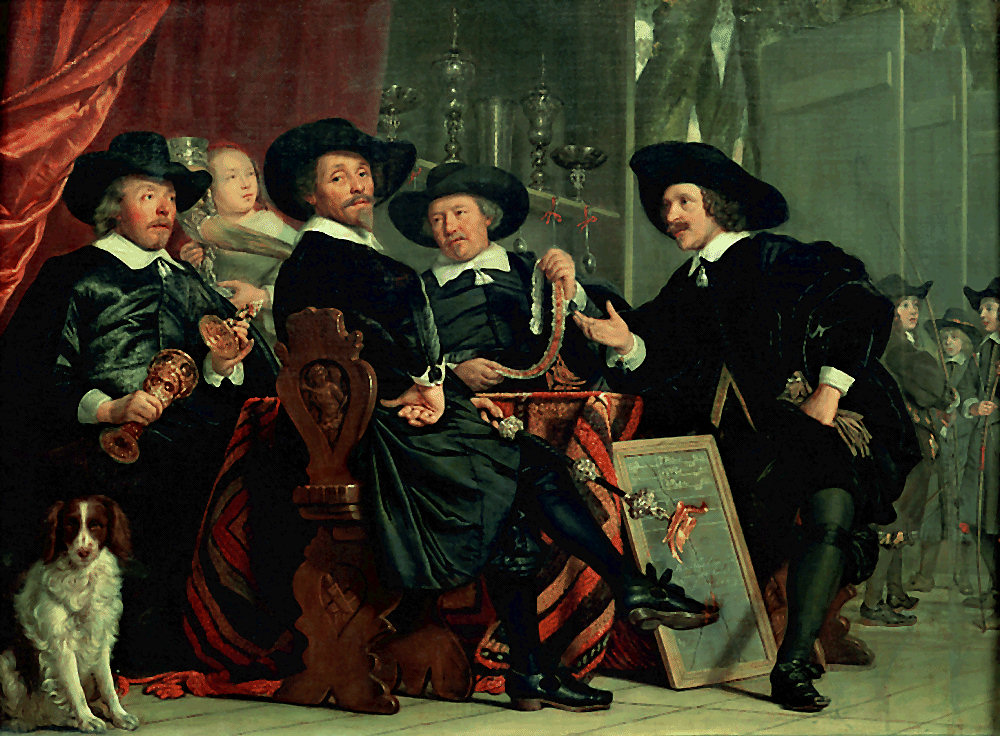
Drie overlieden van de Amsterdamse schutterscompagnie Sint Sebastiaan, Joan Blaeu, Joan van der Poll en Albert Pater geschilderd door Bartholomeus van der Helst in 1653, destijds oefenend in de Handboogdoelen. De vierde man zou volgens Jan Wagenaar de broer van de schilder zijn en kastelein. Anderen suggereren Frans Banning Cocq of Cornelis Jan Witsen

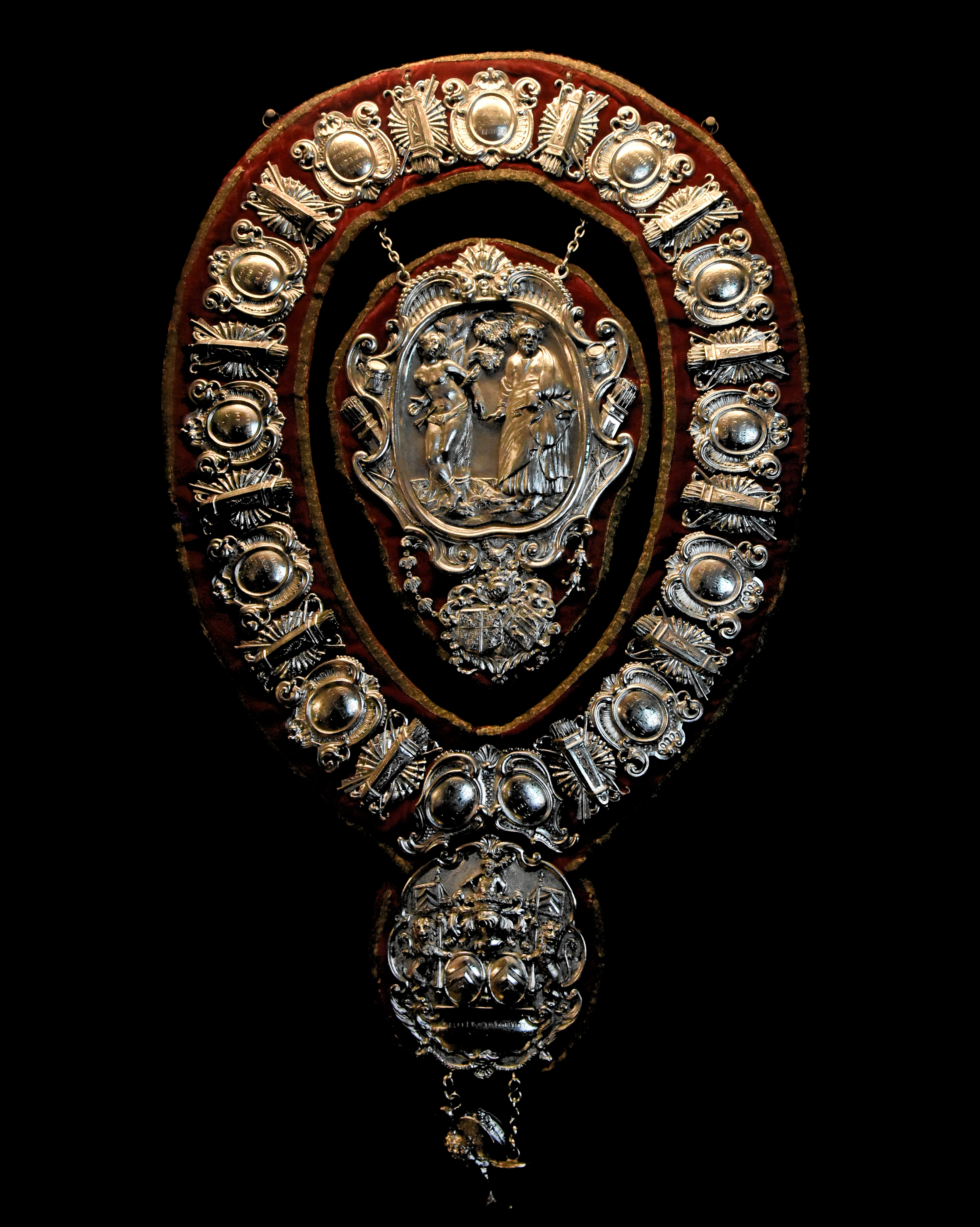
Gildenbreuk van Reynegom van de schutterij van Herenthout

De schutterij of het schuttersgilde was een lokale militie opgericht in de middeleeuwen, bestaande uit gegoede burgers, om hun stad of dorp te beschermen en verdedigen bij een externe aanval van bijvoorbeeld rondzwervende roversbenden of vreemde legers en intern de orde te handhaven bij oproer, brand of prominent bezoek. De kerntaken van de schutterij waren aldus te vergelijken met die van de hedendaagse orde en hulpdiensten zoals politie, brandweer en het leger: het bewaken en bewaren van orde, rust en veiligheid van de burgers. De naam schutterij komt waarschijnlijk van het schieten, eerder dan van het beschutten.

## Leden en taken van de schutterij

### Sociale taak
Het valt te betwijfelen of er sprake is van een echt gilde omdat het om plaatselijke "vrijwilligers" ging, die daarnaast ook nog een ander beroep uitoefenden. De gilden hadden aanvankelijk een sterk religieus karakter, ook de schutterij beschikte vaak over een eigen kapel en altaar. Naast de beveiligingstaken van de schutterij was ook de sociale taak van belang: het vaste onderkomen of lokaal van samenkomst van de plaatselijke schutterij werd door de leden ook gebruikt om allerlei lokale zaken te bespreken en om, zoals men tegenwoordig zegt, te 'netwerken'. Vaak was er ook een soort 'armenkas' in de schutterij om behoeftige en zieke leden te ondersteunen. Na de Nederlandse Opstand speelde dit sociale karakter een steeds belangrijkere rol.

### Officieren
Om toe te treden tot de schutterij moest men burger of poorter zijn van de stad en in staat zijn de uitrusting te bekostigen: de aanschaf van een wapen en functionele of status bevestigende kleding, zoals een hoed met een pluim of een zijden sjerp. De vaandrig was vaak een in het geel uitgedoste ongetrouwde jongeman; de kapitein was niet altijd afkomstig uit de wijk, als de buurt niet zelf een geschikte of betrouwbare kandidaat kon leveren. De schutterij was een steun voor het lokale gezag, omdat de officieren werden benoemd door het stadsbestuur. Voor de plaatselijke elite was het toetreden of uitdienen van een tweejaarlijkse periode vaak een opstapje tot andere, belangrijke posten.

### Schutters

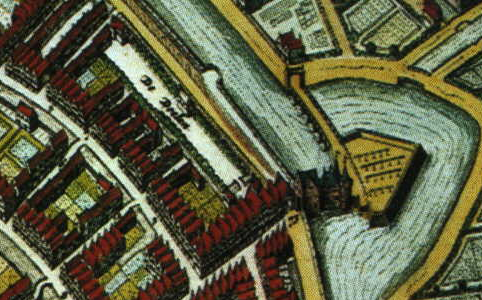
Het terrein van de Sint-Jorisdoelen in Gouda op de kaart van Joan Blaeu

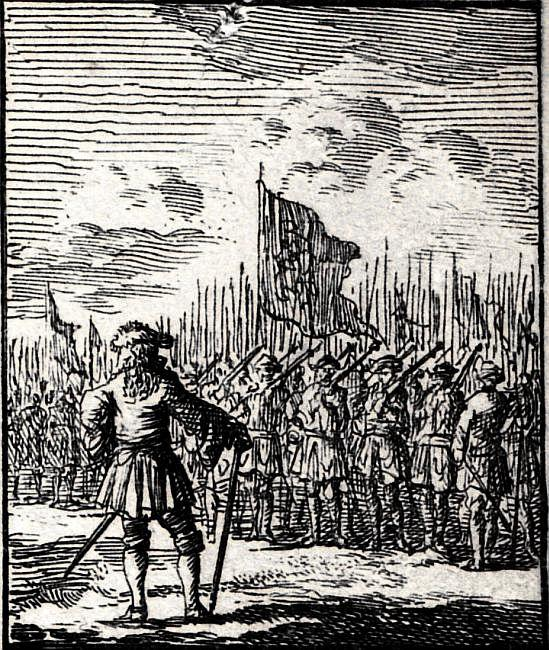
De schutterij van Den Haag, geschetst rond 1700 door Romeyn de Hooghe

Bij toerbeurt (bijvoorbeeld een keer in de maand) liepen de schutters wacht onder leiding van een officier. Aan het begin van hun dienst werden de sleutels van de poorten afgehaald bij de verantwoordelijke burgemeester en in de ochtend weer teruggebracht. Het toezicht op de schutterij werd meestal toegewezen aan de jongste of laatst toegetreden burgemeester en lijkt een soort sluitpost te zijn geweest. Pas aan het einde van de 18e eeuw was er sprake van het invoeren van een soort wachtgeld om de aantrekkelijkheid en opkomst te verbeteren. Wie te laat kwam of onder invloed verscheen moest een boete betalen van enkele stuivers.

### Uitvoering taken
Bij brand of gevaar moest de torenblazer, in dienst van de stad en die wacht liep in een hoog gebouw (meestal een kerktoren), de dienstdoende leden van de schutterij waarschuwen door in de richting van het gevaar te spelen. De schutters bevonden zich meestal in het wachthuis waar ze de tijd doorbrachten met diverse spelletjes zoals kaart spelen en onderlinge gesprekken.

### Wapens
Schutterijen waren aanvankelijk gegroepeerd volgens het wapen dat ze gebruikten: de handboog, de voetboog of het geweer en later naar hun wijk. Grotere steden waren vaak tegen externe bedreigingen beveiligd met stadswallen waarop kanonnen stonden opgesteld.
Ook deze wapens werden door de schutterij bediend. De kanonnen konden rond 1600 niet vaker dan twee of drie keer per tien minuten worden afgevuurd. Werden ze namelijk te snel herladen, dan was de loop nog te heet van het vorige schot en bestond de kans dat het nieuw geladen buskruit in het wapen voortijdig zou ontploffen. Voor het operationeel houden van een batterij (groep) kanonnen was een hele schare mensen nodig. De kern van het geheel werd gevormd door de bemanningen van de kanonnen. Deze kanonniers moesten in open veld worden beschermd tegen aanvallen van ruiters en voetsoldaten. Daarvoor waren er de piekeniers met hun lansen van 5,5 meter. Elk kanon stond op een onderstel, affuit genoemd. Belegeringsaffuiten hadden grote wielen waardoor ze gemakkelijk te verplaatsen waren. Dit soort geschut had twee wielen en een zogenaamde grondschop aan de achterzijde om de terugloop tegen te gaan tijdens het vuren. Een schutterij had ook soms een rolpaard. Dit affuit heeft een viertal kleinere wielen en was aanvankelijk vooral op schepen te vinden. De terugloop van dit wapen werd tegengegaan door het eenvoudig met een flink touw vast te binden bijvoorbeeld aan een boom, of aan ringen in de stadswal. Later werd ook dit type op vestingwerken ingezet.
Hun oefenterreinen, de doelen, waren in bijna alle gevallen nabij deze stadsmuren, zodat de eventuele schade door onder andere 'afzwaaiers' beperkt zou blijven.

### Vrijgestelden
Doopsgezinden, die vanwege hun geloof geen wapens mochten dragen, waren in de 16e, 17e en 18e eeuw vrijgesteld van een functie in de schutterij en betaalden daarvoor een contributie. Ook van joodse inwoners van de stad werd geen gebruik gemaakt. De regenten konden besluiten dat personen in dienst van de stad, zoals een predikant, stadsmedicus, schoolmeester, de koster en de bier- en turfdragers niet behoefden te dienen.

### Export van de Europese schutterij
Tijdens de vorming van de koloniale rijken van de Europese handelsmogendheden werden er ook in de nieuwe koloniën schutterijen opgericht. Ook hier was hun taak dezelfde als in het Europese moederland: zorgen voor orde, rust en veiligheid. In de Amerikaanse koloniën waren in iedere stad van betekenis schutterijen actief. Ook in bijvoorbeeld de Nederlandse kolonie Suriname waren in 1742 acht schutters compagnieën geformeerd.

## Schuttersstuk

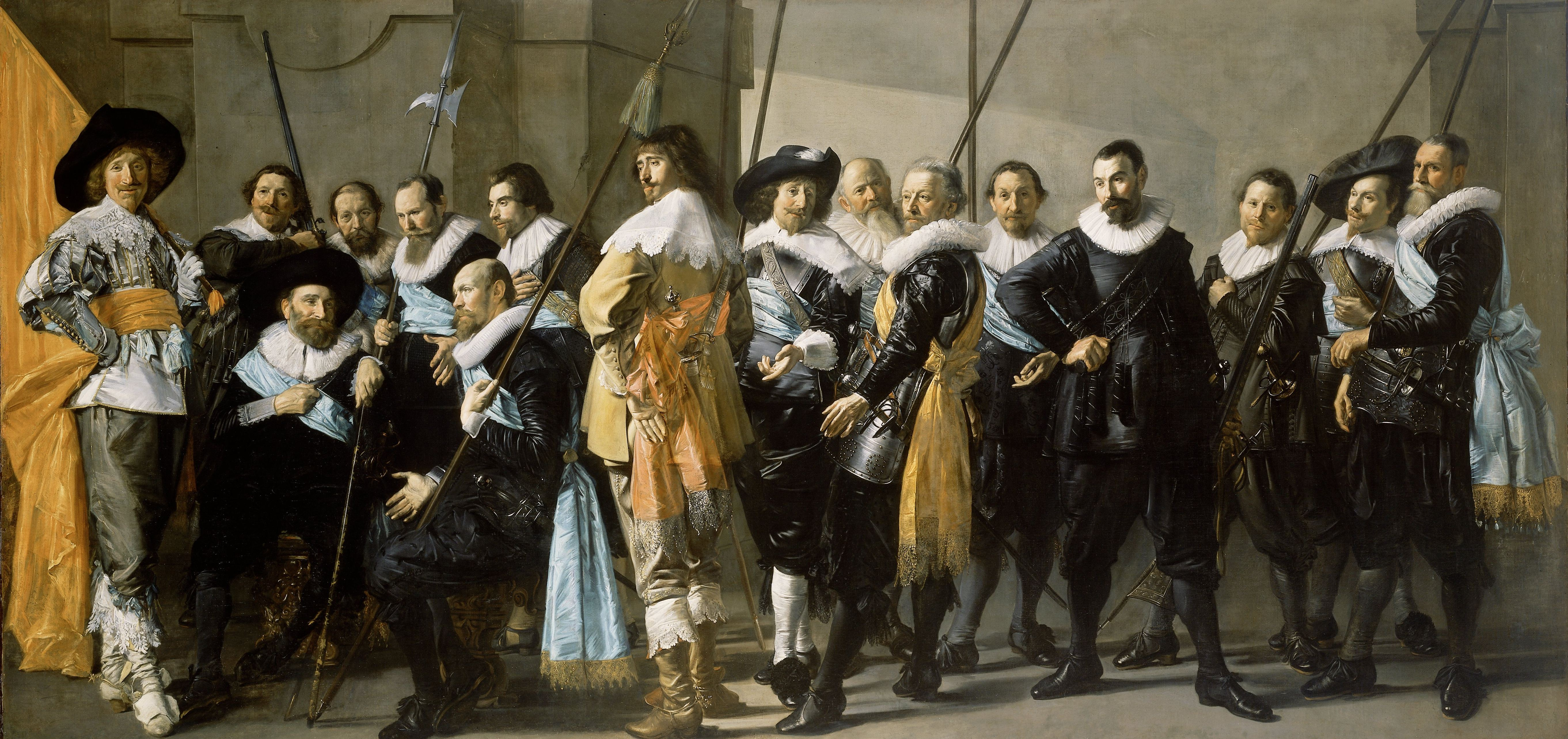
Traditioneel opgesteld schuttersstuk. Frans Hals en Pieter Codde: "Het korporaalschap van kapitein Reinier Reael en luitenant Cornelis Michielsz Blaeuw" oftewel "De Magere Compagnie", 1637

Rembrandt van Rijn: "De compagnie van kapitein Frans Banninck Cocq en luitenant Willem van Ruytenburgh maakt zich gereed om uit te marcheren" (1642) pas veel later genoemd "de Nachtwacht"

Een schutterij liet zich, als het even kon, op een schilderij vereeuwigen. De schilder kreeg de opdracht de heren zo fraai mogelijk uit te beelden en iedere afgebeelde betaalde de schilder afhankelijk van de plaats die hij innam op het schilderij. Diegenen die kapitaalkrachtig genoeg waren, meestal de officieren, poseerden apart voor de schilder. De bedoeling was dat iedereen, en vooral degenen die er goed voor betaald hadden, er op hun voordeligst en goed zichtbaar en herkenbaar op stonden afgebeeld. Schuttersstukken werden meestal opgehangen op een prominente plaats: bijvoorbeeld in de doelen ter verfraaiing van de feestzaal.
Het beroemdste schuttersstuk is de Nachtwacht. De geportretteerden waren echter in dit geval niet zo blij met het resultaat: in plaats van een groep fiere en ordelijk opgestelde mannen schilderde Rembrandt een door elkaar lopende groep waarvan bovendien verschillende maar gedeeltelijk zichtbaar waren. Ernst van de Wetering verklaarde in 2006 dat de Nachtwacht "... in zekere zin is mislukt en dat moet hij geweten hebben. Rembrandt wilde zowel de chaos van door elkaar lopende figuren schilderen, als een compositorische ordening nastreven".

## Geschiedenis
De schutterij werd in de middeleeuwen opgericht als plaatselijke militie die de orde en veiligheid van de burgers moest garanderen. Aanvankelijk functioneerde dit systeem naar wens maar geleidelijk slopen er toch foutjes in door onder andere verwaarlozing van de discipline.

### Terugval in de 18e eeuw
In de tweede helft van de 18e eeuw was de schutterij ingedut en overwegend prinsgezind. Er werd soms maar een keer per jaar geoefend wat de paraatheid en discipline natuurlijk niet ten goede kwam. Het bleek bovendien praktijk om zich uit te kopen voor het wachtlopen. Er kwam veel kritiek op de organisatie.

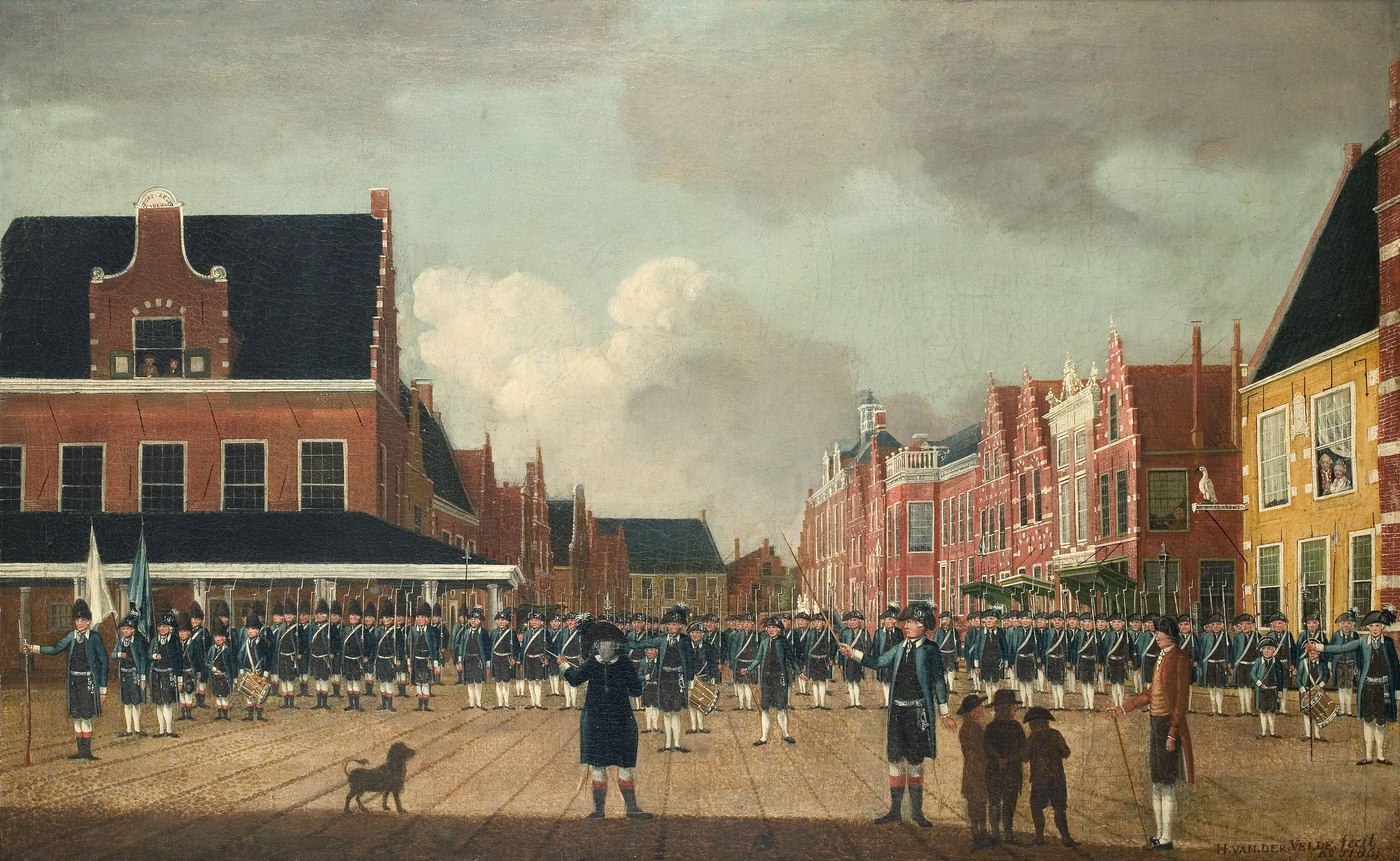
Het Exercitiegenootschap van Sneek (1786), verzameld op de Marktstraat, door Hermanus van de Velde. Fries Scheepvaart Museum, Sneek

In 1748 eisten de doelisten van stadhouder Willem IV dat deze de officieren zou laten benoemen door de burgerij. Willem IV weigerde, toen men het in sommige wijken niet eens kon worden over de kandidatuur. In 1755 is voorgesteld dat de schutters die een eed moesten afleggen op de Staten-Generaal der Nederlanden, ook de erfstadhouder hun aanhankelijkheid moesten betuigen. Dat was tegen het zere been van de Staatsgezinden. De patriotten hebben in 1783 geprobeerd de schutterij nieuw leven in te blazen of een alternatief op te richten. In veel steden ontstonden exercitiegenootschappen, 'vrijcorpsen' of vrijwillige schutterijen, waarvan iedereen lid kon worden. De officieren werden democratisch gekozen. De exercerende dominees en winkeliers werden door de prinsgezinden belachelijk gemaakt. In Groningen werkte het vrijcorps "Voor Onze Duurste Panden" samen met de Groninger Schutterij. In de Franse tijd werden alle verenigingen die aan de kerk gelieerd waren, zoals broederschappen en schutterijen, verboden en hun bezittingen werden in beslag genomen. Door het concordaat dat Napoleon op 15 juli 1801 met paus Pius VII sloot, en dat op 8 april 1802 in werking trad, werd de eredienst hersteld en dat betekende tevens dat broederschappen en schutterijen weer actief mochten worden. De militaire en ordehandhavende taken waren nu echter helemaal overgedragen aan, op lokaal niveau, de door de Fransen ingestelde 'gendarmerie' en op landelijk niveau het Franse leger. De historische schutterijen hadden nu alleen nog een sociale functie. Dit bleef ook zo na de Franse tijd.

### De schutterij in de 19e eeuw

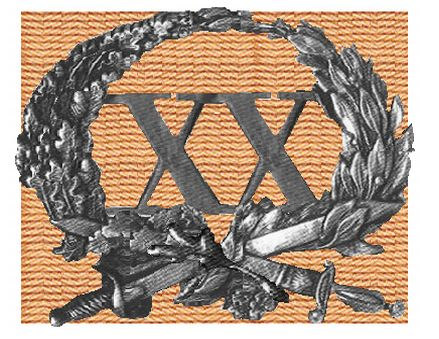
Het Onderscheidingsteken voor langdurige dienst (20 jaar) als officier der Schutterij (1851-1866)

#### De 'nieuwe' schutterij
In 1813, na het vertrek van de Fransen, werden opnieuw lokale schutterijen opgericht om in de steden waar deze werden ingesteld opnieuw de oorspronkelijke taak van de historische schutterij ter hand te nemen: orde en rust handhaven. De oude historische schutterij bleef daarnaast ook bestaan maar had alleen nog maar een sociale functie. Daarnaast zou de 'nieuwe' schutterij de nationale militie kunnen dienen ter verdediging tegen buitenlandse aanvallen. In noodgevallen konden militie en schutterijen worden samengevoegd tot de zogenaamde landstorm.

#### Organisatie van de nieuwe schutterij
Op 20 december 1813 werd het Reglement van algemeene volkswapening, landstorm en landsmilitie van kracht. Daarin werd de organisatie van de stedelijke schutterijen opgedragen aan de plaatselijke gemeentebesturen. Uitwerking volgde op 27 februari 1815 met de Wet tot het in werking brengen van art. 125 en 126 der grondwet omtrent de oprigting der schutterijen. In die wet werd bepaald dat 3 procent van de mannen tussen 18 en 50 jaar schutterplichtig was. Op 11 april 1827 werd dat veranderd in 2% van de mannen tussen 25 en 34 jaar oud. De schutterijen waren gemeentelijk georganiseerd. Er bestonden dienstdoende en rustende schutterijen. Dienstdoende schutterijen moesten worden opgericht in gemeenten met meer dan 2500 inwoners binnen de besloten kring of omtrek der gebouwen en hielden regelmatig exercitie- en schietoefeningen. Deze werden onder meer ingezet tijdens de Belgische Opstand. Kleinere steden of gemeentes konden volstaan met rustende schutterijen. Dit betekende dat de schutterplichtigen wel werden opgeroepen, van hen werden ook inschrijvingsregisters opgesteld, maar zij oefenden niet.

#### Historische versus 'nieuwe' schutterij
De nieuw opgerichte (dienstdoende dan wel rustende) schutterijen moeten niet verward worden met de historische schuttersgilden. Deze gilden bleven hun religieuze en sociale taken op lokaal niveau behouden, maar hadden hun militaire taken reeds verloren in de Franse tijd. Een uitzondering vormt de Surinaamse Schutterij die opgericht is in 1939. Deze historische schutterijen ontwikkelen zich in de 19e eeuw geleidelijk tot de huidige folkloristische schutterijen. De nieuw opgerichte schutterij was landelijk bij wet geregeld (als een nieuw legeronderdeel) en staat dus geheel los van de historische schutterijen, die enkel lokaal actief waren. Verwarring ontstaat vaak wanneer de historische schutterij niet of nauwelijks actief is en 'schutterij in ruste' of 'rustende schutterij' genoemd wordt. Kleine steden of gemeentes hadden in de 19e eeuw bij wet ook een 'rustende schutterij', die echter niets met elkaar te maken hadden. De uitzondering die de verwarring compleet maakt is de DD Stadsschutterij van Maastricht. Deze vereniging werd opgericht in 1980 en ziet zichzelf als een voortzetting van de 'nieuwe' dienstdoende schutterij uit de 19e eeuw.

#### Opgeheven
Het systeem van schutterijen werkte echter niet meer naar tevredenheid na vijfhonderd jaar. Er was in de Franse tijd al jarenlang gedelibereerd om het probleem op te lossen. Uiteindelijk werd onder koning Willem I de veel professionelere politie opgericht, een voortzetting van de al door de Franse bezetters ingestelde 'gendarmerie'. De vernieuwde schutterijen bleven oefenen en werden – net als de na het opheffen van de schutterij ingestelde landweer en landstorm – beschouwd als een bruikbare ondersteuning bij de verdediging van de landsgrenzen en konden worden ingezet bij opstanden. Koning Willem III gelaste in 1855 dat de officieren van de schutters een Onderscheidingsteken voor Langdurige Dienst zouden ontvangen na vijftien jaar dienst. Dit insigne was in vorm gelijk aan dat van de officieren van het leger maar lint en materiaal verschilden. Op 24 juni 1901 werd besloten tot opheffing van de schutterijen die binnen enkele jaren haar beslag zou moeten krijgen, en trad de wet op de landweer in werking. Bij Koninklijk Besluit van 9 oktober 1907 wordt aan de officieren van de bataljons dienstdoende en rustende schutterijen eervol ontslag verleend, waarmee volledig uitvoering is gegeven aan de Landweerwet van 1901.

## Heden
Vandaag bestaan er alleen nog de folkloristische schutterijen meestal voortgekomen uit de historische schutterijen, maar zij hebben alleen nog een sociale, religieuze, culturele en toeristische functie. Het schutterswezen is erg actief in Belgisch en Nederlands Limburg, in Noord-Brabant, Zeeland, Zuid-Holland en in het zuiden en oosten van Gelderland.
In november 2013 werd bekendgemaakt dat de Brabantse Schuttersgilden op de Nationale Inventaris Immaterieel Cultureel Erfgoed geplaatst zullen worden. Een half jaar later volgde ook het Oud Limburgs Schuttersfeest van Limburgse schutterijen.